# Heinz-Werner Bäcker
Heinz-Werner Bäcker (geboren im 20. Jahrhundert) ist ein ehemaliger deutscher Hockeyspieler.

## Werdegang
Heinz-Werner Bäcker stammt aus dem Ruhrgebiet und wuchs in Mülheim an der Ruhr auf. Da er sich schon früh für den Hockeysport interessierte, wurde er Mitglied des Hockey- und Tennisclub Uhlenhorst Mülheim. Er wurde Stammspieler in der ersten Mannschaft seines Vereins, der damals einer der führenden deutschen Feldhockeyvereine war. Mit den HTC Uhlenhorst wurde er viermal Deutscher Meister im Feldhockey. Das erste Mal gelang ihm und der Mannschaft das im Jahre 1955. Es folgten weitere Deutsche Meisterschaften unter seiner Beteiligung in den Jahren 1957, 1958 und 1960.
Für den Gewinn der Feldhockeymeisterschaft im Jahre 1955, die die Dritte in der Vereinsgeschichte des HTC Uhlenhorst war, erhielt die 1955er Mannschaft in der Besetzung Heinz-Werner Bäcker, Heinz Schmidt, Robert Latte, Helmut Nonn, Jochen Lehmann, Rolf Schmidt, Heinz Langmann, Herbert Mohr, Wolfgang Nonn, Günter Oelert, Willi Bruckmann und Horst Beier am 23. Oktober 1955 von Bundespräsident Theodor Heuss das Silberne Lorbeerblatt.